# Jessica Olérs
Jessica Olérs, född 27 mars 1978 i Borlänge, utsågs till Fröken Sverige 1998. Hon har påbrå från Latinamerika. Olérs har läst marknadsföring i Stockholm och New York. Hon var tidigare ihop med Big Brother-Peter. Numera jobbar hon som produktionsledare på H&M Hennes & Mauritz GBC AB, på globala marknads- och kommunikationsavdelningen.